# Severin Lauritzen
Severin Lauritzen (30. april 1850 i Assens – 22. februar 1924 i Holte) var en dansk ingeniør, opfinder og psykisk forsker.

## Karriere
Han var søn af farver og købmand i Assens, senere vaskeriejer i Lyngby Hans Lauritzen (1808-1880) og Trine Sophie Munch (1811-1868). Severin Lauritzen blev student 1869 fra Metropolitanskolen og blev tidligt interesseret i elektricitet og teknik. Han uddannede han sig til telegrafist; dels i Fredericia, dels i Newcastle og blev 1870 ansat Det Store Nordiske Telegraf-Selskab, i hvis tjeneste han opholdt sig i Kina 1870-74. Mens Lauritzen var i Østen fik han ideen til en forbedring af morseapparatet, hvorved sendehastigheden kunne forøges stærkt, idet papirstrimlens prikker og streger erstattedes af tilsvarende korte og lange udsving i en ubrudt bølgelinje. Hjemvendt til Danmark udfærdigede han konstruktionen, og 1876 solgte han opfindelsen til selskabet, som i løbet af de følgende to år overalt inden for sit område indførte den nye slags apparat, der fik navnet undulatoren eller slangeskriftapparatet.

## Kjøbenhavns By- og Hustelegraf
1877 blev Lauritzen ansat som ingeniør ved hovedkontoret i København. I fritiden arbejdede han videre med sine ideer, og Lauritzen introducerede i 1879 som den første telefonen i Danmark, idet han sammen med telegrafist Thorvald Thaulow grundlagde Kjøbenhavns By- og Hustelegraf. Selskabet stod for brevbesørgelse og ekspedition af telefontelegrammer. Firmaet lod opsætte egne postkasser (62 i alt), havde egne frimærker og byggede ni store kiosker med ledninger til en fælles, privat telefoncentral placeret i Hotel Royal, Ved Stranden 18. Centralen var den første i sin art i Europa. Postkasserne blev tømt hver halve time, og tasker med brevene blev hængt på de forbikørende sporvogne og afhentet fra den adressaten nærmeste kiosk. Telegrammerne blev telefoneret fra kiosk til kiosk og ligesom brevene distribueret ved bude. Fra 1880 drev selskabet et privat postsystem i København, som konkurrerede med Post- og Telegrafvæsenet. Det private selskab udstedte bypostmærker. Firmaet var en succes: Ekspeditionsantallet nåede 18.000 pr. uge, og virksomheden beskæftigede over 80 personer.
Ansporet af successen opsøgte Lauritzen i 1880 C.F. Tietgen med planer til offentlig telefondrift i København, men Tietgen var endnu ikke interesseret. I stedet tilbød By- & hustelegrafen en række store handelsfirmaer, banker etc. gratis prøveinstallation af telefon. Det kapitalstærke amerikanske selskab Bell Telephone Co., som havde opereret i Danmark siden 1880, begyndte også at agitere for telefonen og fik købt sig fri af den københavnske konkurrent. Det tegnede til en konfrontation mellem de to selskaber, men Tietgen undgik en konfrontation ved at foreslå at dele driften op, så Bell købte retten til en offentlig telefoncentral, mens By- og Hustelegrafen fortsatte med stationerne og beholdt anlægsretten for private telefonledninger.
Få år senere, i 1882, blev både Bell-selskabet og By- og Hustelegrafen opkøbt af Kjøbenhavns Telefon-Selskab – det senere KTAS, som i 100 år kom til at tjene mange, mange penge på Lauritzens telefonsystem i Danmark.[kilde mangler] Kjøbenhavns By- og Hustelegraf fortsatte dog med at drive sit alternative postsystem indtil 1889. Tietgen tilbød forgæves Lauritzen stillingen som telefondirektør i det nye selskab, men benyttede ham i stedet gennem mange år som teknisk konsulent.

## Kemp & Lauritzen
I 1882 grundlagde Severin Lauritzen og skibskonstruktør Otto Kemp firmaet Kemp & Lauritzen, der udviklede, producerede og installerede lysanlæg, telegrafiske- og telefoniske anlæg. Det var dyre produkter, men alligevel var forretningen fra begyndelsen en succes. I dag eksisterer firmaet stadig under samme navn. Firmaet foreslog i 1899 Københavns Borgerrepræsentation at bygge et elektrisk drevet ur til Københavns Rådhus. Forslaget blev realiseret og gik ud på, at Kemp & Lauritzen ved hjælp af kabler forbandt tårnuret med et selvoptrækkende almindeligt ur, der var monteret inde i rådhusbygningen. Ved denne løsning kunne man stille begge ure samtidigt således at de synkront viste samme klokkeslæt. Dette ur befinder sig stadig i Rådhusets foyer ved siden af verdensuret, ligesom rådhustårnets ur stadig fungerer som ved indvielsen 1. januar 1903.
Lauritzen var bestyrelsesformand for Kemp & Lauritzen.

## Forfatterskab inden for psykisk forskning
Severin Lauritzen var optaget af spiritisme og var 1911-14 formand for Selskabet for Psykisk Forskning, som – også med hans medvirken – var blevet stiftet 25. november 1905 i København.
For at imødegå bl.a. Alfred Lehmanns kritik (i Overtro og Trolddom) af spiritismen udgav Lauritzen bogen Overtro contra Kirken, Videnskaben og Graven, I-II (1901). Han foretog også en række oversættelser til dansk af: Frederic Henry William Myers' Den menneskelige Personlighed og dens Bestaaen efter Legemets Død (1913-14, under medvirken af N.C. Borberg), Minot J. Savages' Er Telepati Forklaringen? og Oliver Lodge: Raymond (1918).
Ved sin fratræden som formand udnævntes han til æresmedlem af Selskabet for Psykisk Forskning.

## Familie
Han blev gift 6. august 1878 i Vor Frue Kirke med Dorothea Sønderberg (6. oktober 1859 i København – 22. oktober 1929 i Holte), datter af urmager Ludvig Sønderbert (1831-1905) og Laura Jeannette Alita Steglich (1832-1920). Børn:
1. Helga Lauritzen (1879-?)
2. Eva Lauritzen (1880-?), gift 1902 med ingeniør og direktør i Kemp & Lauritzen Johannes Axel Kemp (1876-1949)
3. Karen Margrethe Lauritzen (1882-1959), gift 1. gang 1906 med læge Niels Christian Borberg, i ægteskabet 3 børn; gift 2. gang med overlæge, dr.med. Aage Gorm Emil Koch (1877-1946)
4. Elisabeth Lauritzen (1886-?)

Han var oprindeligt begravet på Bispebjerg Kirkegård, derefter er gravstedet i 1951 flyttet til Søllerød Kirkegård, hvor han anonymt er begravet i familiegravstedet.